# Vimba
Vimba é um género de peixe actinopterígeo da família Cyprinidae.

## Espécies
Este género contém as seguintes espécies:
- Vimba elongata (Valenciennes, 1844)
- Vimba melanops (Heckel, 1837)
- Vimba mirabilis (Ladiges, 1960)
- Vimba vimba (Linnaeus, 1758)